# Chen Yi
Chen Yi (født 4. april 1953 i Guangzhou, Kina) er en kinesisk/amerikansk komponist, violinist, pianist og lærer.
Yi studerede violin og klaver fra hun var tre år. Senere studerede hun komposition på det Centrale Musikkonservatorium i Beijing.
Hun tog til USA, hvor hun fortsatte sine studier i komposition på Columbia University i New York. Yi har skrevet 4 symfonier, orkesterværker, kammermusik, korværker, vokalmusik, klaver stykker, solo stykker for mange instrumenter etc. Efter endt uddannelse bosatte hun sig i USA, hvor hun har undervist som lærer i komposition på bl.a. Peabody Musikkonservatorium i Baltimore, og University of Missouri–Kansas City i Kansas City. Yi har også været gæsteunderviser på forskellige skoler i Kina. Hun blander kinesisk folklore, med europæisk klassisk musik i sin kompositions stil.

## Udvalgte værker
- Symfoni nr. 1 (1986) - for orkester
- Symfoni nr. 2 (1993) - for kvindeligt orkester
- Symfoni nr. 3 "Min musikalske rejse til Amerika" (2003) - for orkester
- Symfoni nr. 4 "Humen 1839" (2009) - for orkester